# Gugash Magani
Gugash Magani (ur. 14 marca 1965 w Peqinie) – albański piłkarz i trener piłkarski.